# 苏南荠苨
苏南荠苨（学名：Adenophora trachelioides sp. giangsuensis）为桔梗科沙参属下的一个亚种。

## 扩展阅读
- 維基物種上的相關：苏南荠苨